# Duncan Starr Johnson
Pour les articles homonymes, voir Johnson.
Duncan Starr Johnson est un botaniste américain, né le 21 juillet 1867 à Cromwell dans le Connecticut et mort le 16 février 1937 à Baltimore.

## Biographie
Il est le fils d’Edward Tracy et de Lucy Emma née Starr. Il obtient son Bachelor of Sciences à l’université Wesleyan en 1892 et son Ph. D. à l’université Johns Hopkins.
Il est assistant en botanique à l’université Johns Hopkins de Baltimore de 1898 à 1899, puis associé de 1899 à 1901, passe un an à l’université de Munich, puis devient professeur-associé de 1901 à 1906 et professeur à partir de 1906. Il se marie avec Mary E.G. née Lentz le 22 juin 1904 dont il aura deux enfants.
Il dirige le jardin botanique de l’université à partir de 1913. Il fait six fois des herborisations en Jamaïque. Il est membre de nombreuses sociétés savantes dont l’American Association for the Advancement of Science et la Botanical Society of America (dont il est vice-président de 1905 à 1907). Il reçoit un Doctorat of Sciences honoraire en 1932
Il est notamment l’auteur de :
- Avec Harlan Harvey York (1875-?), The Relation of Plants to Tide Levels (1915).
- The Fruit of Opuntia fulgida and Proliferation in Fruits of the Cactaceae (1918).
- Avec Alexander Frank Skutch (1904-2004), Littoral Vegetation on Mt. Desert Island (1928).